# Atletismo nos Jogos Pan-Americanos de 2019 - 20 km marcha atlética feminina
A competição da marcha atlética 20 km feminina foi um dos eventos do atletismo nos Jogos Pan-Americanos de 2019, em Lima, no Peru. A prova foi realizada no dia 4 de agosto.

## Calendário
Horário local (UTC-5).
| Data        | Horário | Fase  |
| ----------- | ------- | ----- |
| 4 de agosto | 8:00    | Final |

## Medalhistas
| Ouro   | COL Sandra Arenas   |
| Prata  | PER Kimberly García |
| Bronze | BRA Érica de Sena   |

## Recordes
Recordes mundial e pan-americano antes da disputa dos Jogos Pan-Americanos de 2019.
| Tipo                             | Atleta          | Tempo   | Local   | Data                |
| -------------------------------- | --------------- | ------- | ------- | ------------------- |
|                                  | Liu Hong        | 1:24:38 | Corunha | 06 de junho de 2015 |
| Recorde dos Jogos Pan-Americanos | Lupita González | 1:29:24 | Toronto | 19 de julho de 2015 |

Os seguintes novos recordes foram estabelecidos durante esta competição. 
| Data         | Prova | Atleta        | Nacionalidade | Tempo   | Recordes                         |
| ------------ | ----- | ------------- | ------------- | ------- | -------------------------------- |
| 10 de agosto | Final | Sandra Arenas | Colômbia      | 1:28.03 | Recorde dos Jogos Pan-Americanos |

## Resultado final
Os resultados foram os seguintes:  
| Posição           | Atleta                 | Nacionalidade      | Tempo   | Notas                            |
| ----------------- | ---------------------- | ------------------ | ------- | -------------------------------- |
| Medalha de ouro   | Sandra Arenas          | COL Colômbia       | 1:28:03 | Recorde dos Jogos Pan-Americanos |
| Medalha de prata  | Kimberly García        | PER Peru           | 1:29:00 | Recorde da temporada             |
| Medalha de bronze | Érica de Sena          | BRA Brasil         | 1:30:34 |                                  |
| 4                 | Ilse Adriana Guerrero  | MEX México         | 1:30:54 | Recorde pessoal                  |
| 5                 | Ángela Castro          | BOL Bolívia        | 1:32:15 | Recorde da temporada             |
| 6                 | Noelia Vargas          | CRC Costa Rica     | 1:33:09 | Recorde pessoal                  |
| 7                 | Rachelle De Orbeta     | PUR Porto Rico     | 1:33:31 | Recorde pessoal                  |
| 8                 | Karla Jaramillo        | ECU Equador        | 1:33:54 |                                  |
| 9                 | Maritza Poncio         | GUA Guatemala      | 1:36:49 |                                  |
| 10                | Mary Luz Andia         | PER Peru           | 1:37:03 |                                  |
| 11                | Sandra Galvis          | COL Colômbia       | 1:38:43 |                                  |
| 12                | Robyn Stevens          | USA Estados Unidos | 1:40:29 |                                  |
| 13                | Rebeca Pamela Enríquez | MEX México         | 1:41:28 |                                  |
| 14                | Magaly Bonilla         | ECU Equador        | DSQ     |                                  |
| 14                | Miranda Melville       | USA Estados Unidos | DSQ     |                                  |

Legenda
| Recorde mundial                  | Recorde mundial (World record)               |                       | Recorde africano                      | Recorde africano (African) |                                           | Q | Classificado por posição (Qualified) |
| Recorde dos Jogos Pan-Americanos | Recorde pan-americano (Pan-American record)  | Recorde da América    | Recorde da América (Americas)         | q                          | Classificado por melhor tempo (Qualified) |   |                                      |
| Melhor marca do ano              | Melhor marca do ano (World leading)          | Recorde asiático      | Recorde asiático (Asian)              | DNS                        | Não largou (Did not start)                |   |                                      |
| Recorde nacional                 | Recorde nacional (National record)           | Recorde europeu       | Recorde europeu (European)            | DNF                        | Não terminou (Did not finish)             |   |                                      |
| Recorde pessoal                  | Recorde pessoal do atleta (Personal best)    | Recorde da Oceania    | Recorde da Oceania (Oceania)          | DSQ / DQ                   | Desclassificado (Disqualified)            |   |                                      |
| Recorde da temporada             | Recorde da temporada do atleta (Season best) | Recorde sul-americano | Recorde sul-americano (South America) | NM                         | Sem marca (No mark)                       |   |                                      |